# Historia pana Polly
Historia pana Polly (tyt. oryg. The History of Mr Polly) – komedia autorstwa Herberta George’a Wellsa.

## Fabuła
Alfred Polly jest cichym, nieśmiałym młodym mężczyzną żyjącym w edwardiańskiej Anglii, w fikcyjnym mieście Fishbourne w Kent. Polly woli czytać książki o szlachetnych zasługach od swojej pracy w sklepie w tekstyliami. Wielokrotnie marzy i myśli o książkach będąc w pracy. Po śmierci ojca, z którym miał mało wspólnego, dostaje mało pieniędzy w spadku. Podczas pogrzebu spotyka daleką kuzynkę Miriam Larkins. Pomimo że nie pała do niej wielką miłością (Polly jest tak naprawdę zakochany w Christabel, dziewczynie którą spotkał jeżdżąc na rowerze), żeni się z Miriam a potem kupuje sklep starając się zrobić z tego sukces życiowy.

## Adaptacje
W 1949 powstał film o tym samym tytule reżyserowany przez Anthony’ego Pellisiera, gdzie John Mills grał pana Polly. Powstały też dwa odcinkowe filmy telewizyjne nadawane przez BBC – z Emrysem Jonesem z roku 1956 oraz Andrew Sachsem z roku 1980.